# La nuova vita
(Orhan Pamuk, La nuova vita)
La nuova vita è un romanzo dello scrittore turco Orhan Pamuk, premio Nobel per la letteratura nel 2006.

## Trama
Il ventiduenne Osman si imbatte in un libro che cambia completamente il suo modo di vivere. Aveva visto per la prima volta il libro nelle mani della bellissima Canan, di cui si innamora immediatamente, e decide di incontrarla. Lei gli presenta il suo ragazzo, Mehmet, anch'egli appassionato del libro. Dalla finestra dell'aula dell'Università Osman, appoggiato al freddo vetro della finestra, vede fuori sotto una nevicata i due che discutuno e, mentre Canan ritorna indietro all'Università, Mehmet viene colpito da due colpi di pistola sparati da un uomo fermo alla fermata del minibus. Quando Osman si capacita di quanto è successo, non trova più traccia né di Canan né di Mehmet.
Comincia dunque la sua ricerca dei due, unita alla ricerca della nuova vita promessa dal libro. Ciò lo spinge a innumerevoli viaggi in pullman tra i più remoti villaggi della Turchia, finché uno di questi si scontra con un altro pullman. A bordo di quest'ultimo ritrova Canan, solo leggermente ferita. Entrambi riprendono il loro viaggio alla ricerca di Mehmet. Si imbattono in una strana organizzazione facente capo al dottor Narin, e riescono a farsi portare a casa sua. Lì scoprono che il dottor Narin è il padre di Mehmet, che lui ha dato ormai per morto da alcuni anni. Il dottore attribuisce la morte del figlio all'esistenza del libro.
Osman si rimette in viaggio da solo alla ricerca di Mehmet per ucciderlo. Dopo diverse tappe casuali, capita nel villaggio in cui Mehmet si era sistemato da un po'. Lì Mehmet si manteneva copiando a mano il libro e vendendolo a chi glielo chiedeva, essendo ormai scomparso da tempo dalla circolazione ufficiale. Osman rimanda la sua intenzione omicida per avere informazioni sull'origine del libro, ma prima di ripartire verso la casa di Narin lo uccide. Quando è finalmente di nuovo dal dottore scopre che Canan se ne è andata, e lui non riuscirà più a trovarla.

## Edizioni
- Orhan Pamuk, La nuova vita, Einaudi, 2008, ISBN 978-88-06-18757-6.